# Община Святого Эгидия
Община Святого Эгидия (итал. Comunità di Sant’Egidio) — мирская католическая ассоциация, занимающаяся социальным служением. Основана в Риме в феврале 1968 года студентом Андреа Риккарди — в настоящее время профессор, исследователь христианства в современном мире, в 2011—2013 — министр международного сотрудничества и интеграции в правительстве Италии. Названа по церкви святого Эгидия в Риме, где с 1973 года начала собираться Община. В настоящее время Община святого Эгидия ведет деятельность в более чем 70 странах мира, объединяет людей разного вероисповедания, возраста и социального положения, живущих молитвой, бескорыстным служением бедным и работой для созидания мира. Насчитывает приблизительно 50 000 участников. Обычно причисляется к прогрессивным христианам.

## История
В 1968 году в разгар студенческих протестов европейской молодежи, воодушевленной идеей революции, студент Андреа Риккарди и его друзья думали, что изменение мира начинается с себя, и оно возможно мирным способом, в том числе — помогая бедным людям и вдохновляясь Евангелием. Вместе они начали посещать детей переселенцев с юга Италии из очень бедных семей, живших в бараках на окраине Рима и не имеющих доступа к образованию.
Деятельность Общины святого Эгидия во многом основывается на принципах, сформулированных Вторым Ватиканским Собором: полное и деятельное участие мирян в жизни Церкви, главенство Слова Божия, христианское свидетельство в обществе, евангельская любовь к бедным, поиск пути к единству христиан. С 1970-х Община начала распространяться по другим городам Италии, с 80-90-х годов — в Европе, Америке, Африке и Азии. Община признана Италией и многими другими государствами, а также международными организациями, в том числе ООН.
С 2003 г. президентом Общины святого Эгидия является Марко Импальяццо, профессор новейшей истории. Духовными руководителями с первых лет существования организации остаются Винченцо Палья, архиепископ Терни—Нарни—Амелии, президент Папской академии жизни, а также Маттео Дзуппи, ныне — кардинал и епископ города Болонья. В Риме члены Общины собираются на ежевечернюю молитву в базилике Санта-Мария-ин-Трастевере и в других храмах.

## Деятельность

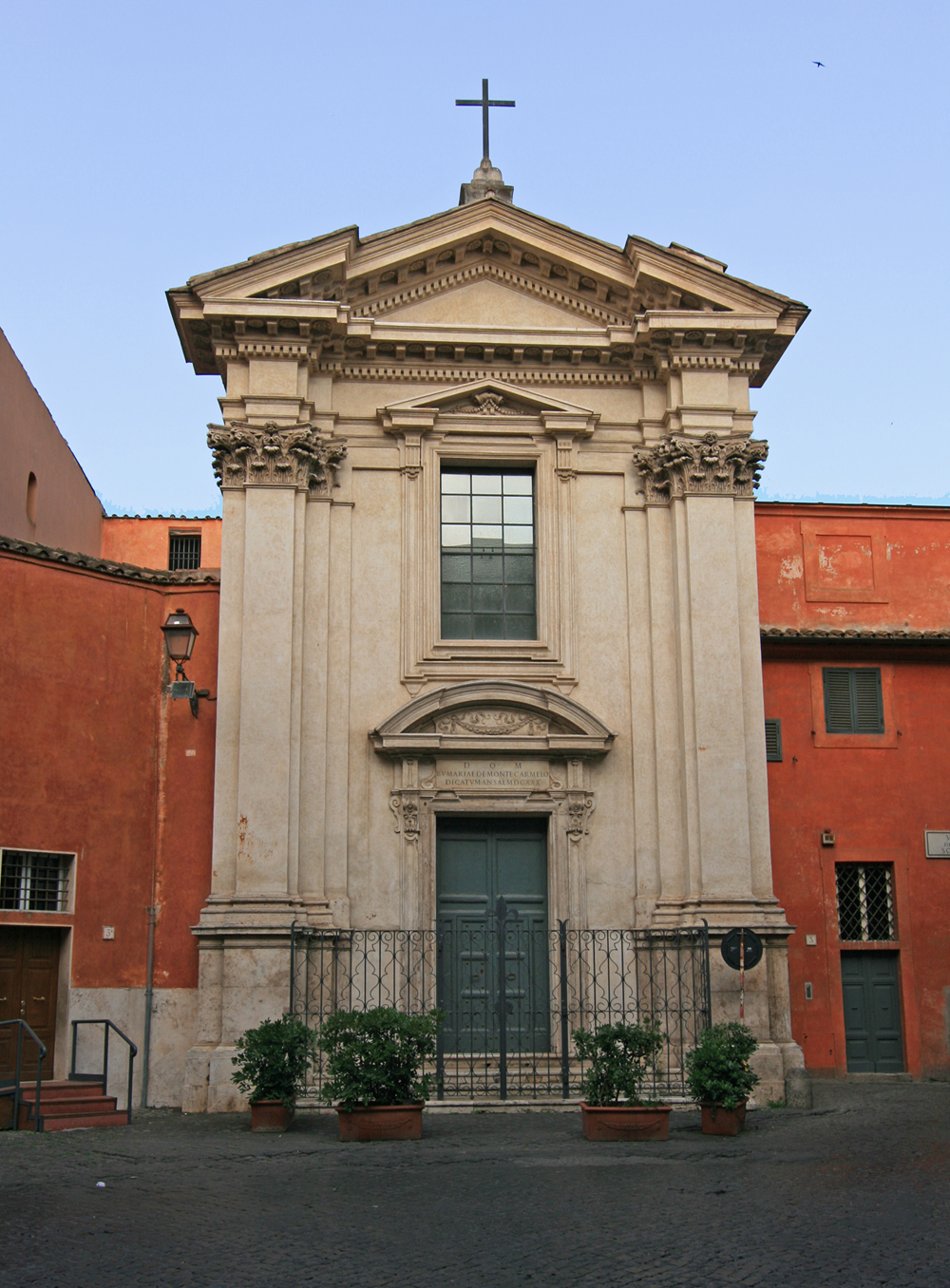
Церковь святого Эгидия в Риме, от которой Община берет своё название

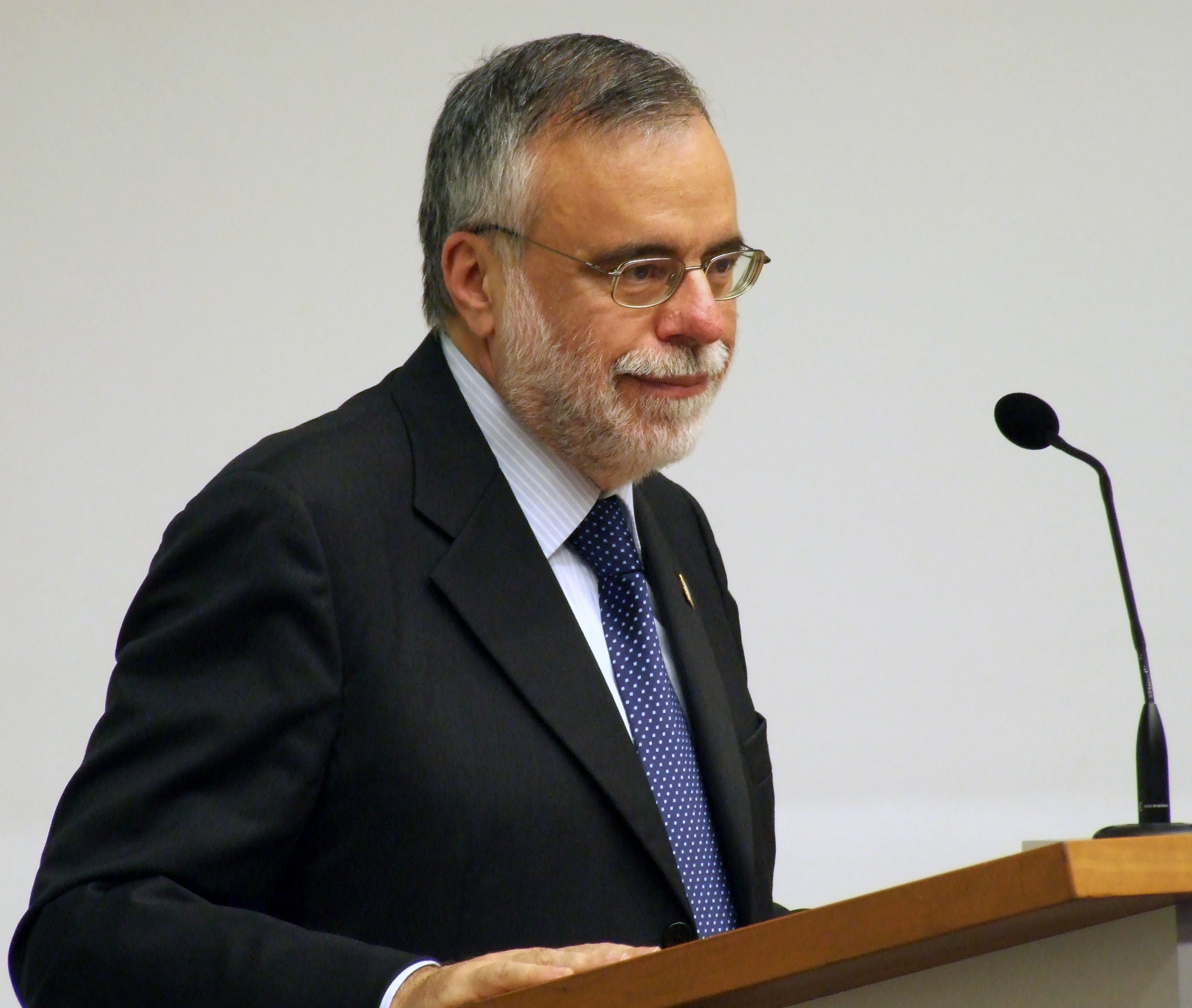
Андреа Риккарди, основатель Общины святого Эгидия

Одно из главных направлений деятельности Общины святого Эгидия — служение бедным людям. Члены общины призывают не рассматривать таких людей как социальную категорию, а стремятся прежде всего установить с ними личные отношения. Характерной чертой Общины является дружба с теми, кто нуждаются в помощи и поддержке: стариками, бездомными, беспризорными, детьми, попавшими в трудную ситуацию, инвалидами, мигрантами, заключенными, больными.
Стремление ответить на конкретные нужды бедных и тех, кто попали в тяжелую ситуацию, привело к созданию ряда социальных проектов: открытие домов семейного типа для стариков и инвалидов, столовых для бедных, центров помощи бездомным, языковых школ для иммигрантов, художественных мастерских для инвалидов, организация сети помощи на дому одиноким пожилым людям. С 1982 года Община святого Эгидия проводит рождественские обеды для малоимущих и бездомных (в наст. время такие обеды проходят в сотнях городов мира; с 2003 — в Москве).
Община святого Эгидия реализует важные международные проекты, в том числе программу DREAM Архивная копия от 24 марта 2020 на Wayback Machine (Disease Relief through Excellent and Advanced Means) по лечению больных ВИЧ инфекцией и другими болезнями в Африке (в настоящее время в программе участвуют более 500 тыс. пациентов в 11 странах); программу BRAVO Архивная копия от 23 апреля 2020 на Wayback Machine (Birth Registration for All Versus Oblivion) по регистрации «несуществующих» для государства детей (без свидетельств о рождении и иных документов) в различных африканских странах; «Гуманитарные коридоры» Архивная копия от 3 апреля 2020 на Wayback Machine, позволяющие особо уязвимым категориям беженцев с Ближнего Востока и из региона Африканского Рога приехать в Европу, имея гарантии безопасности в пути, контроля прибывающих и их интеграции в принимающих европейских странах.
Община святого Эгидия ведет миротворческую работу по посредничеству в конфликтах и сохранению мира во многих регионах. В 1992 году при посредничестве общины в Риме было подписано итоговое мирное соглашение, завершившее гражданскую войну в Мозамбике. Члены общины работали в целях установления мира и примирения враждующих сторон на Балканах, в Албании, Ливане, Кот-д’Ивуаре, Гватемале, Сенегале, Ираке, Сирии, Колумбии, Либерии, Дарфуре, Того, на Филиппинах, в Центральноафриканской Республике.
Община святого Эгидия участвует в развитии диалога между католиками и православными, а также межхристианского и межрелигиозного диалога. С 1987 года ежегодно проводятся встречи «Молитва о мире Архивная копия от 22 апреля 2020 на Wayback Machine», начатые в 1986 году в Ассизи Папой Римским Иоанном Павлом II; в них принимают участие авторитетные представители христианских Церквей и основных мировых религий, политические и культурные деятели.

В городах присутствия группы Общины реализуют различные проекты помощи бедным людям. К ним относятся раздачи еды и одежды бездомным людям (например, в Барселоне Архивная копия от 22 марта 2020 на Wayback Machine), организация благотворительных столовых (например, в Риме) Архивная копия от 9 августа 2020 на Wayback Machine, открытие центров социальной поддержки (например, в Варшаве Архивная копия от 15 августа 2020 на Wayback Machine), центры питания для детей (например, в Мапуту), занятия «Школа мира» (например, в Исламабаде Архивная копия от 20 октября 2020 на Wayback Machine).

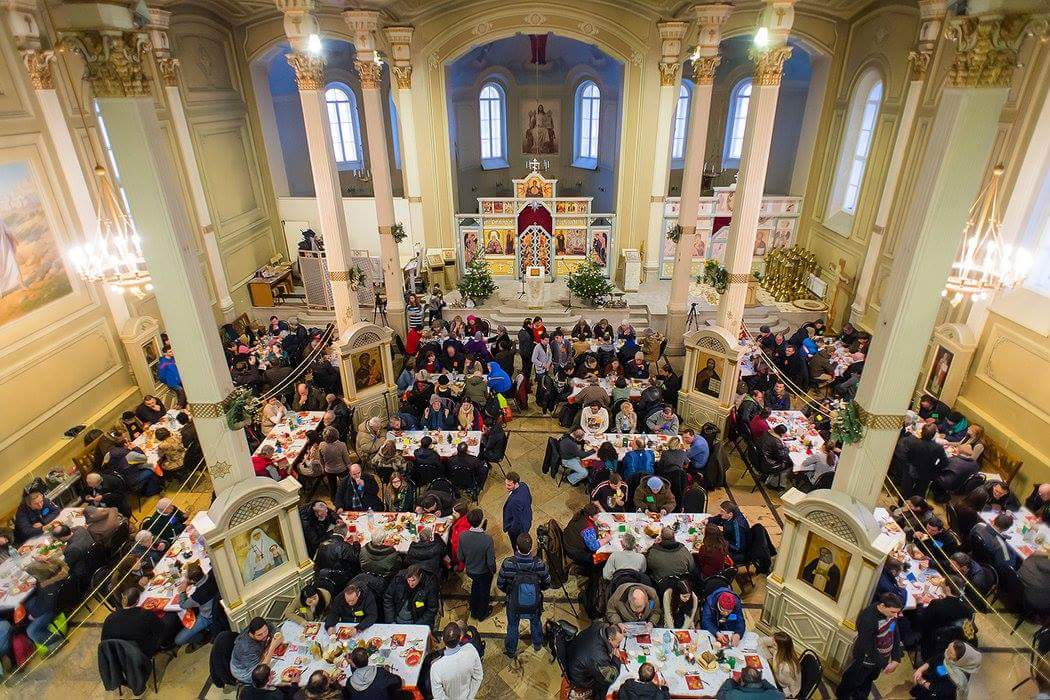
Рождественский обед с бездомными людьми в Москве, 2020 год

 Большинство членов Общины святого Эгидия — добровольцы, помогающие бедным и занимающиеся проектами Общины в свободное от работы или учёбы время.

## В России и на Украине
В России и на Украине действуют группы «Друзей общины святого Эгидия», работа которых вдохновлена делами милосердия Общины. В эти группы входят люди разных христианских конфессий, в основном — православные.
В России в Москве «Друзья общины святого Эгидия» раздают еду и одежду бездомным людям, организуют центр социальной поддержки «Дом друзей на улице», проводят занятия с детьми «Школа Мира» и навещают пожилых людей в нескольких интернатах.
На Украине группы «Друзей общины святого Эгидия» действуют в Киеве, Львове, Ивано-Франковске и Харькове, помогая бездомным людям, навещая пожилых людей в домах престарелых, проводя «Школу Мира» и дружа с ромскими семьями.

## Библиография книг Общины святого Эгидия на русском языке

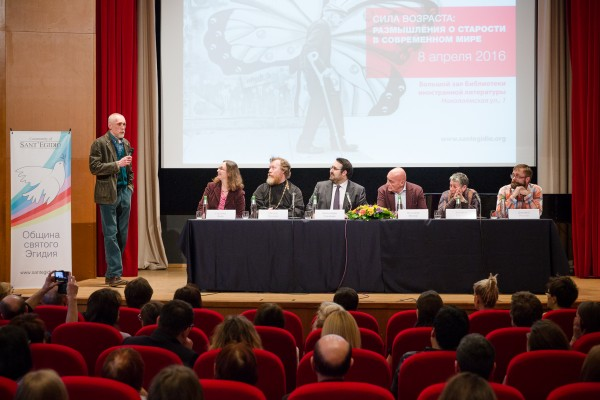
Презентация книги «Сила возраста. Уроки старости для семей и молодежи» (Алетейя, 2015) в Библиотеке иностранной литературы, Москва, 2016 год

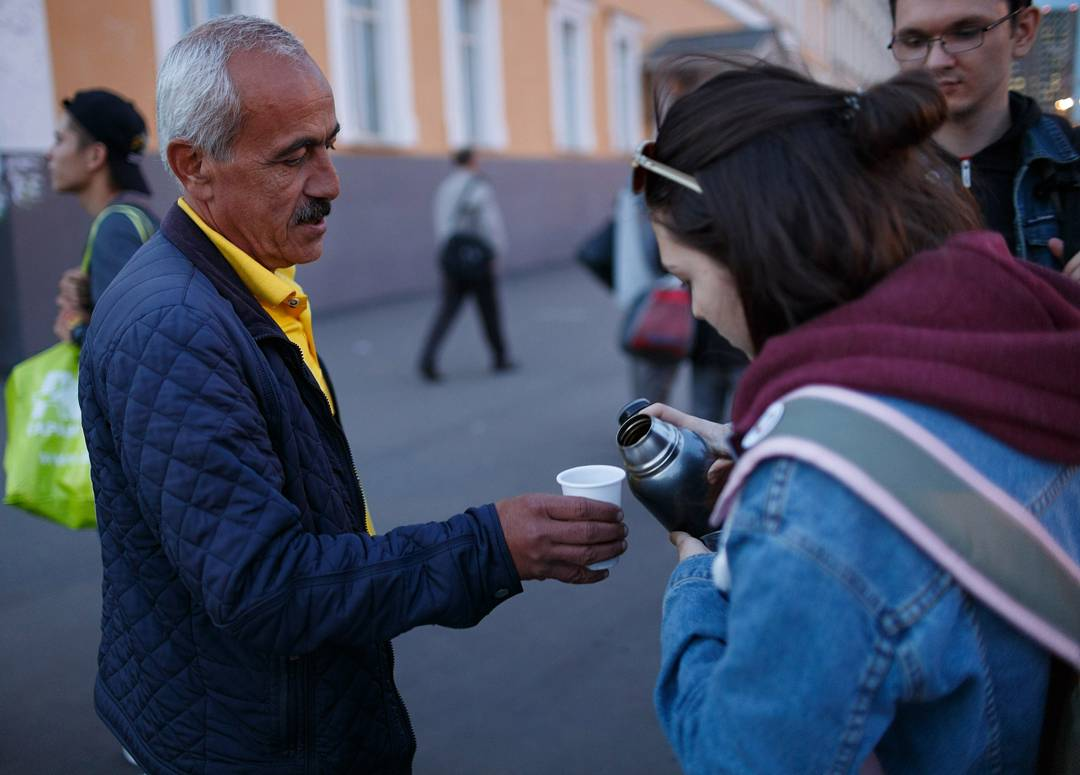
Раздача еды бездомным людям, Москва, 2018 год